# 君は薔薇より美しい
「君は薔薇より美しい」（きみはばらよりうつくしい）は、1979年1月17日にキングレコードから発売された、布施明の42枚目のシングル。

## 背景
1979年度春のカネボウ化粧品のコマーシャルソングに起用された。なお化粧品キャンペーンのコピーは「きみは薔薇より美しい。」で、曲名と若干表記が異なる。

## 制作
久しぶりに会った女性が美しく変わった様子と、それに対する自分の気持ちを歌った内容の曲である。
作曲・編曲は当時「ガンダーラ」と「モンキー・マジック」が大ヒットしていたゴダイゴのメンバーであるミッキー吉野。ボーカルのタケカワユキヒデを除き、メンバーの浅野孝巳（B面曲の編曲も担当）、スティーブ・フォックス、トミー・スナイダーが参加している。
1982年発売の『スターオリジナルカラオケ 布施明』（キングレコード・K15A-279）にも、ゴダイゴのメンバーによる演奏で本曲のオリジナルカラオケが収録されているが、演奏者は他の曲と一括で「キングオーケストラ」名義となっている。また、曲名が『君はバラより美しい'』と表記されている。

## 記録
歌手・布施明の代表ヒット曲の一つであり、1976年の「落葉が雪に」以来3年ぶりに、オリコン10位以内（最高8位）にランクイン。オリコン上シングル売上枚数では31万枚を記録。更に、TBSテレビの『ザ・ベストテン』でも、同番組で初のランクイン（10位以内に6週間ランク）となった。
但し、フジテレビ系ネットの『夜のヒットスタジオ』は、カネボウ化粧品の同業他社である資生堂がスポンサーだったため、一度も歌唱されなかった。

## 紅白歌合戦での披露
NHK紅白歌合戦では、1979年の『第30回紅白歌合戦』で初披露され、その後は2003年の第54回、2007年の第58回、2008年の第59回と、紅白では合計4回披露された。特に2007年の第58回紅白では、伊央里直加（伊織直加）、風花舞、貴城けい、初風緑、星奈優里、蘭香レア等の宝塚歌劇団OG応援団が、同回の紅白のステージに駆けつけていた。

## 収録曲
| #         | タイトル                                  | 作詞      | 作曲         | 編曲         | 時間 |
| --------- | ----------------------------------------- | --------- | ------------ | ------------ | ---- |
| 1.        | 「君は薔薇より美しい」                    | 門谷憲二  | ミッキー吉野 | ミッキー吉野 | 3:38 |
| 2.        | 「セ・ラ・ヴィ -人生なんてそんなものさ-」 | 布施明    | 布施明       | 浅野孝已     | 3:55 |
| 合計時間: | 合計時間:                                 | 合計時間: | 合計時間:    | 合計時間:    | 7:33 |

## 参加ミュージシャン
- Keyboard: ミッキー吉野
- Electric Guitar: 浅野孝已
- Electric Bass: スティーブ・フォックス
- Drums: トミー・スナイダー

## タイアップ一覧
| 楽曲                                | タイアップ                         | 時期   | 備考 | 出典  |
| ----------------------------------- | ---------------------------------- | ------ | --- | ----- |
| 君は薔薇より美しい                  | カネボウ化粧品 CMソング            | 1979年 | CMにオリビア・ハッセーが出演した。 このCMが縁となり、翌1980年にハッセーと布施は結婚、一児をもうけるが、1989年に離婚している。 |       |
| 君は薔薇より美しい                  | ロッテ『Fit's 変わった篇』CMソング | 2012年 | CMに佐々木希、佐藤健、渡辺直美が出演した。                                                                                    | [ 3 ] |
| 君は薔薇より美しい (2002バージョン) | キリンビバレッジ『潤る茶』CMソング | 2008年 | CMに仲間由紀恵が出演した。 2002年に発売された『DO MY BEST』収録のリアレンジヴァージョンを使用している。                       | [ 4 ] |

## カバー
- ミッキー吉野 - 本楽曲作曲者。セルフカバー楽曲「君は薔薇より美しい (feat. EXILE SHOKICHI) 」（2021年9月1日配信）[5]
- ECD - アナログ・レコード『ECD PRESENTS 君は薔薇より美しい』でFEATURINGの有近真澄がカバー。AA面として須永辰緒がリミックスを手掛ける。
- エハラマサヒロ - 布施のモノマネを持ちネタとしている芸人。この曲をレパートリーとしている。
- 及川光博 - アルバム『GOLD SINGER』（2004年）で同曲をカバー[6]。
- ASKA - カバー・アルバム『「僕にできること」いま歌うシリーズ』（2013年）でカバー。
- 星野源 - 「ニセ明」として2014年の日本武道館公演から度々コンサートで披露。本人が病気療養中、自宅カラオケにハマり、そこで出会った曲だという。布施と星野は『WATER BOYS』で共演経験あり。
- 姿月あさと - 宝塚歌劇団OGのカバーアルバム『麗人 REIJIN』（2015年1月21日発売）に収録[7]。
- 山崎育三郎 - カバーアルバム『1936 〜your songs〜』（2016年8月24日発売）でカバー [8]。
- 上白石萌音 - カバーアルバム『あの歌-1-』（2021年6月23日発売）でカバー [9]。
- 鈴木雅之 - カバー・アルバム『DISCOVER JAPAN III 〜the voice with manners〜』（2017年8月23日発売）でカバー。
- 桂吉弥 - 『桑原征平粋も甘いも』（朝日放送ラジオ）水曜日の大喜利コーナー「粋甘流☆美女と野獣NEO」にて、2020年6月のお題「君はクワより美しい」としてサビ部分の替歌を歌唱。
- 橘慶太 - KANEBO2023年ブランドCMでカバー[10]。
- ほいけんた - 27時間テレビのタッグモード内で、「変った」の部分を「くるっくぅ」と歌唱した。